# Ausbildungskompanie 6/9

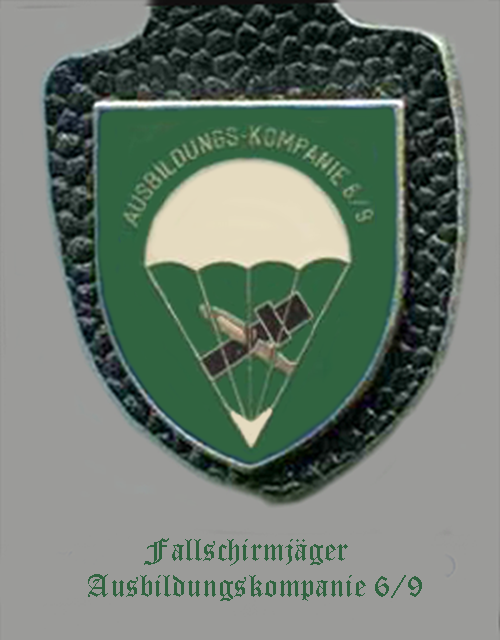
Verbandsabzeichen

Die Ausbildungskompanie 6/9 (inoffiziell Fallschirmjäger-Ausbildungskompanie 6/9) war eine Ausbildungseinheit der Fallschirmjägerbrigade 25 der Bundeswehr, stationiert in der Eisberg-Kaserne in Nagold im Schwarzwald. Sie wurde 1962 als Grundausbildungskompanie für angehende Fallschirmjäger aufgestellt, jedoch bereits 1963 aufgrund der Nagold-Affäre um die Misshandlung von Rekruten durch ihre Ausbilder, die so genannten „Schleifer von Nagold“, aufgelöst.
Bis zur Auflösung der 2. Kompanie des Kommandos Spezialkräfte am 1. August 2020 war die Kompanie die einzige Einheit der Bundeswehr und vermutlich der gesamten deutschen Militärgeschichte der Neuzeit, die aufgrund Fehlverhaltens von Vorgesetzten unmittelbar durch Befehl aufgelöst wurde. Zum Zeitpunkt ihrer Auflösung galt sie als die „seit langem [...] umstrittenste und von den meisten Skandalen heimgesuchte Kompanie der gesamten Bundeswehr.“ Der Name der Stadt Nagold war lange Zeit mit dieser Affäre verbunden.

## Nagold-Affäre

### Vorgeschichte
Im Januar 1962 wurde der Wehrbeauftragte des Deutschen Bundestages Hellmuth Heye wegen Vorfällen unter Fallschirmjägern in Nagold eingeschaltet. Drei Offiziere und zwei Feldwebel hatten unter Alkoholeinfluss einen militärischen Wachposten des örtlichen Munitionsdepots überfallen, gefesselt und misshandelt. Als Begründung gaben sie an, dass sie die Aufmerksamkeit des Wachposten testen wollten. Sie wurden später zu mehrmonatigen Freiheitsstrafen verurteilt.
Zum zweiten Mal wurde der Wehrbeauftragte im November 1962 wegen Vorfällen in der Nachbareinheit, der Fallschirmjäger-Ausbildungskompanie 5/9 in Nagold, tätig. Dort war es innerhalb eines Monats zu mehreren Fällen von eigenmächtiger Abwesenheit und Fahnenflucht gekommen. Bei einer unangekündigten Kontrolle stellte er mehrere Verstöße wegen unzulässiger Erziehungsmethoden fest. Ursache war für ihn, dass die Kompanie nur drei Unteroffiziere als Ausbilder hatte und das übrige Stammpersonal Hilfsausbilder aus der Laufbahn der Mannschaften waren. Er empfahl, mehr unangekündigte Kontrollen und die Dienstaufsicht über die Kompanie dem Kommandeur vor Ort des Fallschirmjägerbataillons 252 zu übertragen. Die Empfehlungen des Wehrbeauftragten wurden zur Kenntnis genommen, jedoch nicht umgesetzt. Die Vorfälle wurden in der Presse mit geringer öffentlicher Wahrnehmung bekanntgegeben.

### Ereignisse
Am 25. Juli 1963 stand für die Ausbildungskompanie 6/9 am Nachmittag ein Eingewöhnungsmarsch über 15 km auf dem Dienstplan. Die Rekruten der Kompanie waren zu Anfang Juli eingezogen und befanden sich damit am Anfang der Grundausbildung. Der Eingewöhnungsmarsch dient dazu, die Soldaten langsam an das Marschieren mit Gepäck über längere Distanzen zu gewöhnen. Es war ein schwülheißer Sommernachmittag. Jäger Gert Trimborn vom I. Zug brach kurz vor Ende des Marsches an einem Hitzekollaps zusammen und verstarb eine Woche später in einem Tübinger Krankenhaus, ohne das Bewusstsein wiedererlangt zu haben. Aufgrund des Todesfalles nahm die Staatsanwaltschaft Tübingen Ermittlungen auf und die Medien wurden auf den Fall aufmerksam.
Ein gerichtsmedizinisches Gutachten ergab, dass der betroffene Soldat an einer Vorerkrankung der Leber und Nieren litt und deshalb der Marsch nicht ursächlich für den Tod war.

### Auflösung
Die Ergebnisse des Ermittlungsverfahrens der Staatsanwaltschaft Tübingen veranlassten den Kommandierenden General des II. Korps, Generalleutnant Leo Hepp, dem die 1. Luftlandedivision mit der Fallschirmjägerbrigade 25 unterstand, einen Tagesbefehl herauszugeben, in dem er das Verhalten der Ausbilder in der Kompanie scharf rügte und der drei Tage in allen Einheiten der 1. Luftlandedivision auszuhängen war. Mit dem Befehl wurde die Kompanie mit sofortiger Wirkung aufgelöst.
Es war unklar, ob er nach der Rechtslage als Kommandierender General befugt war, die Kompanie aufzulösen. Aufstellung und Auflösung von Verbänden und Einheiten obliegt dem Bundesministerium der Verteidigung. Intern gab es deshalb Kritik an dem Kommandeur, nach außen wurde die Maßnahme aber gebilligt.

### Juristische Aufarbeitung und Nachwirkungen
Nachdem die Ermittlungen wegen fahrlässiger Tötung eingestellt wurden, wurde weiter nach dem Wehrstrafgesetz wegen mehreren Vergehen wie Misshandlung von Untergebenen ermittelt. Insgesamt wurde gegen 22 der 45 Ausbilder in der Kompanie ermittelt und gegen 11 Soldaten Anklage erhoben. Im Dezember 1963 fanden die Verhandlungen vor dem Amtsgericht Nagold statt. Zwei Angeklagte wurden freigesprochen, die anderen zu Strafen von mehrtägigem Disziplinararrest bis zu mehrmonatiger Freiheitsstrafe ohne Bewährung verurteilt. Der Kompaniechef wurde 1965 vom Oberlandesgericht endgültig vom Vorwurf der fahrlässigen Tötung freigesprochen, jedoch später wegen uneidlicher Falschaussage bei den Prozessen gegen die anderen Soldaten zu einer mehrmonatigen Freiheitsstrafe verurteilt.
Die Affäre erlangte deutschlandweit Bekanntheit unter dem Namen Die Schleifer von Nagold, da Ausbilder und Vorgesetzte im Zusammenhang mit den Ermittlungen und der Recherche der Journalisten mehrfach die Meinung äußerten, Fallschirmjäger seien Rohdiamanten, die entsprechend zu schleifen wären. Zudem wurde durch die Presse Analogien zum Wachtmeister Platzek, dem als Schleifer bezeichneten Ausbilder der 1954 erschienenen und verfilmten Romantrilogie 08/15 von Hans Hellmut Kirst gezogen.
Im darauffolgenden Jahr wurde als Ersatz für die aufgelöste Kompanie die Ausbildungskompanie 3/9 aufgestellt. Sie wurde mit dem Fallschirmjägerbataillon 252 auf Zusammenarbeit angewiesen und, wie nach den ersten Vorfällen vorgeschlagen, der Dienstaufsicht des Bataillonskommandeurs unterstellt.
Bis heute gelten die Vorfälle in der Ausbildungskompanie 6/9 als Inbegriff der Ablehnung der Prinzipien der Inneren Führung von Teilen von Vorgesetzten und des Offizierskorps in den Anfangsjahren der Bundeswehr und als schlimmster Vorfall von Misshandlung von Untergebenen. Bei späteren Vorfällen in der Bundeswehr wurde immer wieder auf die Ereignisse in der Ausbildungskompanie verwiesen. Der Name der Stadt Nagold war lange Zeit mit dieser Affäre verbunden.